# Lá đáy
Lá đáy (hay phiến nền, tiếng Anh: basal lamina; tiếng Pháp: la lame basale) là một lớp cấu trúc nền của da được tiết ra bởi các tế bào biểu mô và biểu mô nằm ở trên. Lá đáy thường bị gọi không chính xác là màng đáy, mà thực tế lá đáy chỉ là một phần màng đáy. Lá đáy chỉ nhìn thấy được bằng kính hiển vi điện tử, là một lớp electron đặc với độ dày từ 20 đến 100 nm (một số trường hợp ngoại lệ thì dày hơn, chẳng hạn như lá đáy trong phế nang phổi và cầu thận). Thành phần hóa học chủ yếu của lá đáy là collagen typ IV, laminin và heparan sulfat.

## Cấu trúc
Các lớp của lá đáy ("BL") và các lớp của màng đáy ("BM") được mô tả dưới đây: 
| Tên                                                 | Một phần của BL? | Một phần của BM? | Ghi chú |
| Lá sáng trong (lamina lucida / lamina rara interna) | ☑                | ☑                | Mật độ điện tử thấp, có chứa glycoprotein laminin, ngay sát tế bào biểu mô. |
| Lá đặc (lamina densa)                               | ☑                | ☑                | Mật độ điện tử cao gồm collagen loại IV, dày 40 đến 50 nm. |
| Lá sáng ngoài (lamina lucida / lamina rara externa) | ☑                | ☑                | Thành phần tương tự như lá sáng trong. Một số nguồn không coi đây là một lớp riêng biệt. |
| Lá sợi võng (lamina reticularis)                    | Không            | ☑                | Ba lớp trên của lá đáy thường nằm trên đỉnh của lá sợi võng, được tổng hợp bởi các tế bào từ mô liên kết bên dưới và chứa fibronectin. Trường hợp ngoại lệ: khi hai lớp biểu mô tiếp giáp với nhau như trong phế nang của phổi và cầu thận, lá đáy của một lớp biểu mô hợp nhất với lớp còn lại. |

Tơ neo (tiếng Anh: Anchoring fibrils) có cấu tạo là collagen typ VII kéo dài từ lá nền vào lá sợi võng ở bên dưới và vòng quanh các bó collagen. Mặc dù được tìm thấy bên dưới tất cả các lá nền, tơ neo đặc biệt nhiều trong các tế bào biểu mô dẹt tầng (tiếng Anh: Stratified squamous epithelium) của da.
Các lớp này không nên bị nhầm lẫn với lớp đệm niêm mạc, được tìm thấy bên ngoài lá đáy.

### Màng đáy
Những tế bào biểu mô hợp thành và phân cách với mô liên kết sát bên dưới hay xung quanh bởi một màng gọi là màng đáy. Ở tiêu bản nhuộm thông thường (H.E) khó nhận được màng đáy. Nếu nhuộm PAS hay ngấm bạc, màng đáy thể hiện rõ ràng, đó là một màng mỏng, liên tục, dán chặt vào đáy biểu mô.
Màng đáy có vai trò phân cách biểu mô với mô liên kết, làm giới hạn cho sự phát triển của biểu mô, đồng thời làm hàng rào ngăn không để những chất có phân tử lượng lớn ở dịch gian bào vào biểu mô.
Lá đặc trước đây được gọi là lá đáy. Các thuật ngữ lá đáy và màng đáy thường bị sử dụng thay thế nhau, cho đến khi quan sát bằng kính hiển vi điện tử thì nhận ra rằng cả ba lớp bị hợp lại thành một lớp duy nhất khi nhìn bằng kính hiển vi quang học trường sáng. Điều này đã dẫn đến sự nhầm lẫn thuật ngữ đáng kể và, nếu được sử dụng, thuật ngữ lá đáy nên được giới hạn theo nghĩa của nó là lá đặc.
Một số giả thuyết cho rằng lá sáng được sinh ra khi chuẩn bị mô, và do đó lá sáng có đương lượng bằng với lá đặc khi nuôi cấy in vivo.
Thuật ngữ "lá đáy" thường được sử dụng dưới kính hiển vi điện tử, trong khi thuật ngữ "màng đáy" thường được sử dụng với kính hiển vi quang học trường sáng.
Một số ví dụ về màng đáy:
- Màng đáy ống ốc tai
- Màng Bruch
- Màng Descemet
- Màng đáy cầu thận